# Giorno siderale

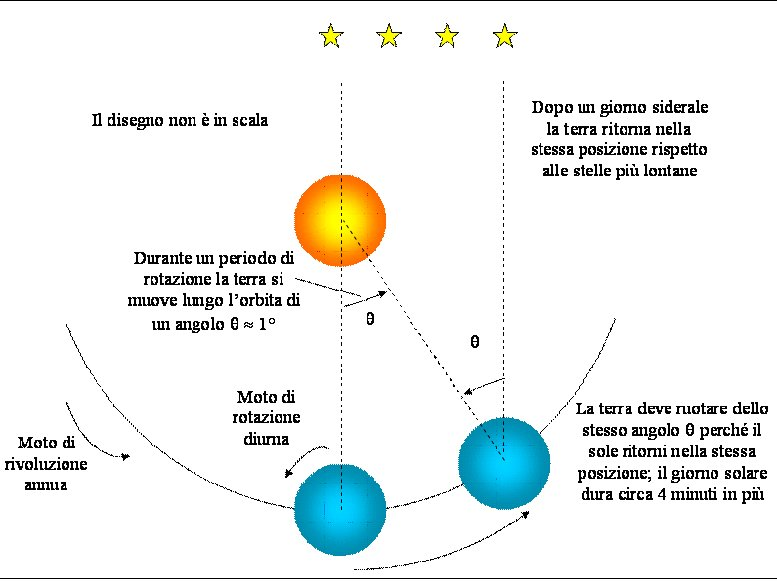

Il giorno siderale è il periodo impiegato dalla Terra per eseguire un'intera rotazione attorno al proprio asse. Il riferimento per definire il giorno siderale non è il Sole, ma il punto gamma che definisce la direzione di un punto della sfera siderale celeste considerato fisso in prima approssimazione. Dunque il giorno siderale è l'intervallo di tempo tra due successive culminazioni del punto gamma.
Il giorno siderale dura circa 86164,1 secondi, pari a 23h 56' 4,1 s". Esso è più corto del giorno solare medio di quasi 4 minuti, corrispondenti all'incirca a un angolo 1° di rotazione terrestre. Questa differenza è dovuta al fatto che la Terra, mentre ruota attorno a se stessa, percorre anche un tratto di orbita attorno al Sole e quindi il Sole transita al meridiano con 4 minuti di ritardo al giorno rispetto alle altre stelle. Il risultato è il moto apparente annuo del Sole rispetto alle stelle, in senso antiorario per un osservatore boreale, alla velocità media di circa 1 grado al giorno.
In realtà, nemmeno il punto gamma è un riferimento fisso poiché per effetto della precessione si sposta di circa 50,25 secondi d'arco (0°0'50,25" d'arco) all'anno.